# Переможці Відкритого чемпіонату Франції з тенісу в одиночному розряді

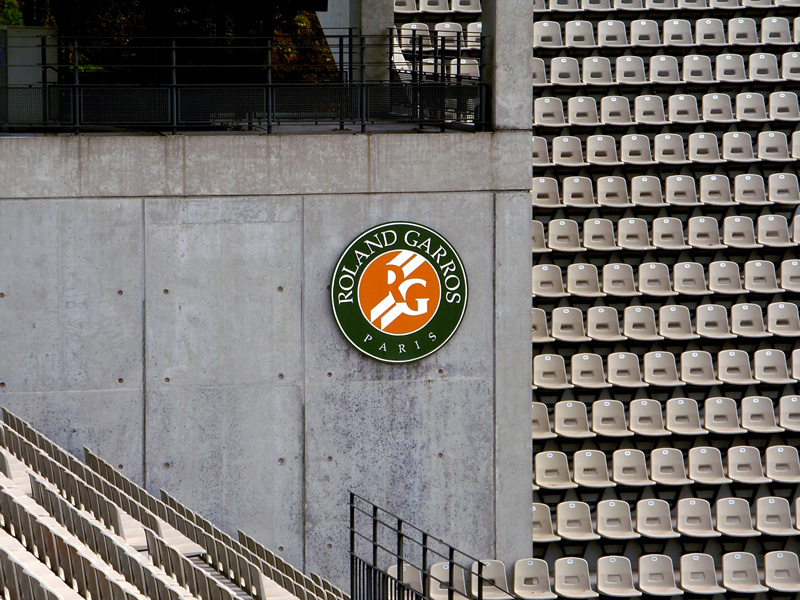
Емблема турніру

У списку наведено усіх переможців Ролан Гарросу в одиночному розряді за всю його історію.
Відкритий чемпіонат Франції з тенісу, також відомий як Ролан Гаррос, належить до чотирьох турнірів Великого шлема (разом з відкритим чемпіонатом Австралії, Вімблдоном та відкритим чемпіонатом США) і є єдиним ґрунтовим тенісним турніром серед них.
Перший розіграш відбувся 1891 року. Його переможцем став британець Г. Бріггз. Перемога іноземця була дуже незвичною, адже до участі у перших 29 турнірах допускалися виключно члени французьких тенісних клубів, більшість з яких були місцевими громадянами. Через це турнір не був міжнародним і на ньому не виступали зіркові тенісисти того часу (наприклад, Ентоні Уілдінг). Ба більше, певний час паралельно з французьким чемпіонатом відбувався ще один турнір на ґрунтових кортах — Світовий чемпіонат на твердому корті. Він проходив з 1912 по 1923 роки та виконував ту ж функцію, що Ролан Гаррос зараз: разом з Вімблдоном та Світовим чемпіонатом на критих кортах формував трійку найпрестижніших тенісних змагань.
У 1925 році турнір став міжнародним та одразу отримав статус одного з найважливіших від Міжнародної федерації тенісу. Середина 20-х — початок 30-х років XX ст. ознаменувалися гегемонією у світовому тенісі Рене Лакоста, Анрі Коше, Жана Боротра та Жака Бруньйона, яких назвали «чотирма мушкетерами». На честь їхніх успіхів (зокрема вони виграли для Франції усі кубки Девіса з 1927 по 1932 роки) кубок, що вручається на турнірі названий Кубком мушкетерів (створений 1981 року). За винятком Бруньйона, кожен з вище згаданих гравців неодноразово вигравав Ролан Гаррос.
Французька гегемонія пішла на спад в 30-х роках XX ст. Єдиним турніром, який виграв представник країни-господарки чемпіонату в роки аматорської ери, що залишилися, був перший післявоєнний розіграш. Варто зазначити, що протягом Другої світової війни турнір проводився з одобрення окупаційної влади: усі перемоги здобули французи, але ці звитяги не визнаються Французькою федерацією тенісу та організаційним комітетом турніру. З перемог іноземців у довоєнний період варто відзначати тріумф Дона Баджа, який в 1938 році переміг на всіх чотирьох турнірах Великого шлема.
Після війни на турнірі домінували англомовні країни: США та, особливо, Австралія. Паркер, Петті, Роузволл, Траберт, Гоуд, Роуз, Лейвер, Емерсон, Столл та Роше здобули 15 титулів у період з 1948 по 1969. Лейвер у 1962 та 1969 роках здобував перемогу на всіх чотирьох найпрестижніших турнірах.
1969 року Ролан Гаррос став першим турніром Великого шлема, який відкрився для тенісистів-професіоналів. На початку цієї ери домінував Б'єрн Борг, який сумарно здобув шість перемог, чотири з яких підряд. Варто зазначити, що не всі найкращі тенісисти були допущені до турніру. Наприклад, Коннорс підписав контракт з організацією World Team Tennis, яка перебувала у конфлікті з організаторами чемпіонату Франції, тому йому не дозволили змагатися в Парижі з 1974 по 1978 роки (1974 року він переміг на трьох інших турнірах Великого шлема і тільки Ролан Гаррос залишився єдиним непідкореним турніром такого ґатунку, через що він не досяг кар'єрного великого «шлема»).
Остання «французька» перемога датується 1983 роком і належить Янніку Ноа, а кінець 90-х ознаменувався чи не найбільшим тенісним успіхом в історії незалежної України, а саме виходом у фінал Андрія Медведєва, який поступився Андре Агассі.
З 2005 року розпочинається епоха домінування Рафаеля Надаля, який сумарно виграв турнір рекордні 14 раз. У 2017 році, коли він здобув свою десяту перемогу, йому було вручено на постійне володіння копію Кубка мушкетерів. З того ж 2005 року «велика трійка» (Роджер Федерер, Рафаель Надаль та Новак Джокович) перемагала на всіх чемпіонатах, окрім єдиного (2015 року), у фіналі якого звитягу над Джоковичем здобув Стен Ваврінка. Перемогами на Ролан Гарросі Федерер та Джокович оформили кар'єрні «великі шлеми» (перемога на усіх чотирьох турнірах Великого шлема за кар'єру).

### Аматорська ера (1891—1967)

#### Внутрішній чемпіонат (1891—1924)
- Називався «Championnat de France»[7];
- У турніру могли взяти участь виключно гравці-аматори з членством у місцевих тенісних клубах (як французи, так і іноземці)[12];
- Через це турнір не відносили до важливих міжнародних і він не мав статусу одного зі світових чемпіонатів відповідно до Міжнародної федерації тенісу[3];
- До 1903 року матчі проходили до 2-х переможних сетів, з 1903 — до 3-х[12];
- Тайбрейки не були передбачені[12];
- Першим переможцем турніру став британець Г. Бріґґз (ім'я невідоме)[13];
- Він же ж залишився єдиним іноземцем, який виграв турнір, коли він проходив за типом внутрішнього чемпіонату[13];
- Андре Вашеро переміг у фіналі у віці 40 років та 9 місяців, він досі є найстаршим чемпіоном в історії змагань[7];

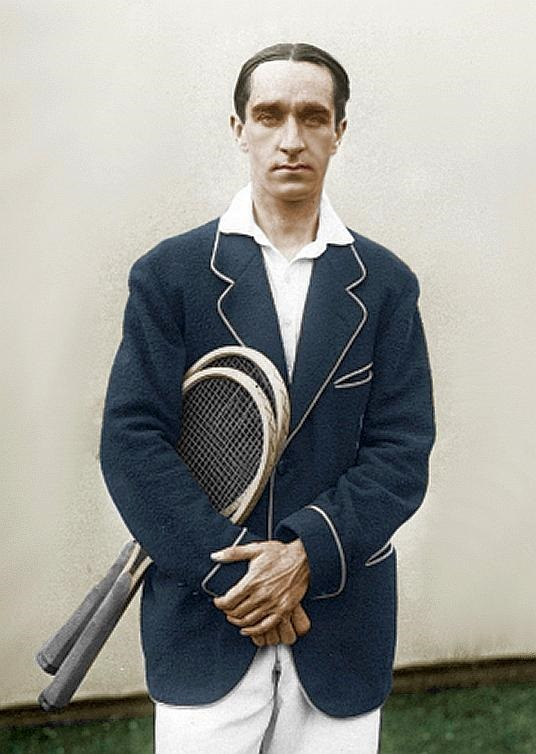
Найбільше перемог на цьому етапі здобув Макс Декюжі (8)[14].
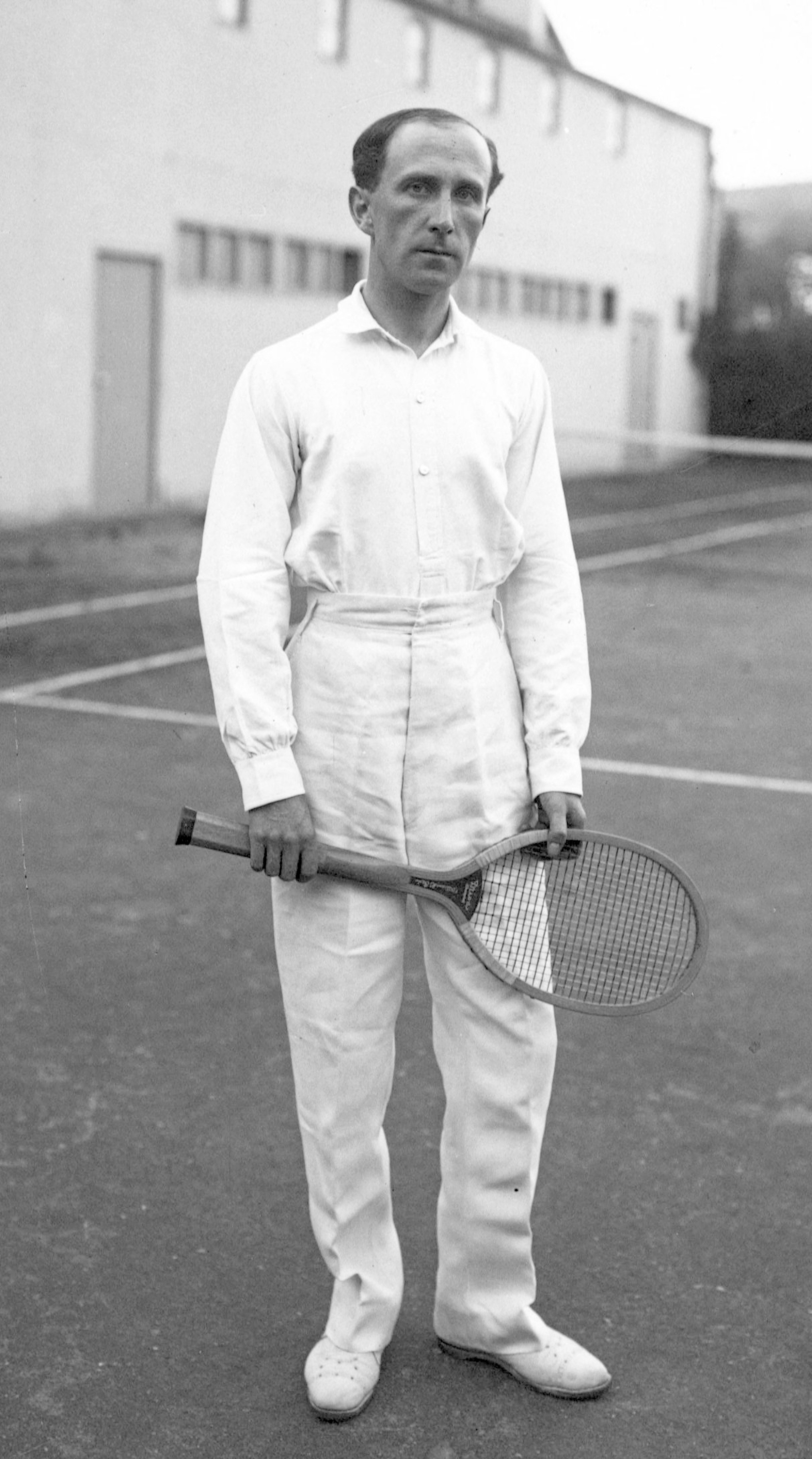
Моріс Жермо
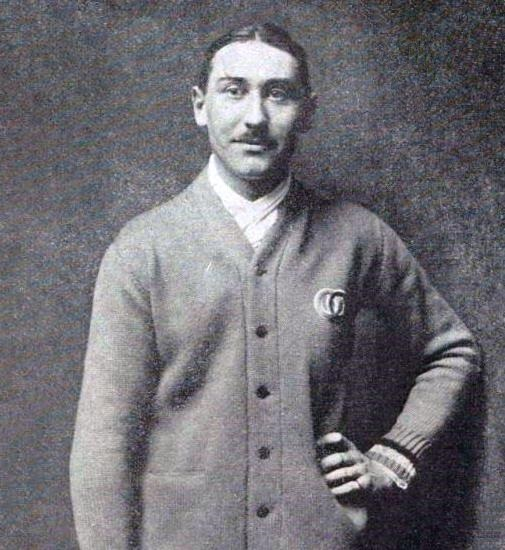
Андре Гобер

| Рік проведення                                  | Переможець турніру | Країна          | Кількість титулів | Рахунок у фіналі        | Фіналіст            | Посилання |
| ----------------------------------------------- | ------------------ | --------------- | ----------------- | ----------------------- | ------------------- | --------- |
| 1891                                            | Г. Бріггз          | Велика Британія | 1                 | 6–3, 6–4                | П. Беньєр           | [ 15 ]    |
| 1892                                            | Жан Шопфер         | Франція         | 1                 | 6–2, 1–6, 6–2           | Френсіс Луїс Фассит | [ 15 ]    |
| 1893                                            | Лоран Рібуле       | Франція         | 1                 | 6–3, 6–3                | Жан Шопфер          | [ 15 ]    |
| 1894                                            | Андре Вашеро       | Франція         | 1                 | 1–6, 6–3, 6–3           | Жорж Бросселен      | [ 15 ]    |
| 1895                                            | Андре Вашеро       | Франція         | 2                 | 9–7, 6–2                | Лоран Рібуле        | [ 15 ]    |
| 1896                                            | Андре Вашеро       | Франція         | 3                 | 6–1, 7–5                | Жорж Бросселен      | [ 15 ]    |
| 1897                                            | Поль Еме           | Франція         | 1                 | 4–6, 6–4, 6–2           | Арчибальд Ворден    | [ 15 ]    |
| 1898                                            | Поль Еме           | Франція         | 2                 | 5–7, 6–1, 6–2           | Поль Лебретон       | [ 15 ]    |
| 1899                                            | Поль Еме           | Франція         | 3                 | 9–7, 3–6, 6–3           | Поль Лебретон       | [ 15 ]    |
| 1900                                            | Поль Еме           | Франція         | 4                 | 6–3, 6–0                | Андре Прево         | [ 15 ]    |
| 1901                                            | Андре Вашеро       | Франція         | 4                 | невідомо                | Поль Лебретон       | [ 15 ]    |
| 1902                                            | Марсель Вашеро     | Франція         | 1                 | 6–4, 6–2                | Макс Декюжі         | [ 15 ]    |
| 1903                                            | Макс Декюжі        | Франція         | 1                 | 6–3, 6–2                | Андре Вашеро        | [ 15 ]    |
| 1904                                            | Макс Декюжі        | Франція         | 2                 | 6–1, 9–7, 6–8, 6–1      | Андре Вашеро        | [ 16 ]    |
| 1905                                            | Моріс Жермо        | Франція         | 1                 | невідомо                | Андре Вашеро        | [ 16 ]    |
| 1906                                            | Моріс Жермо        | Франція         | 2                 | 5–7, 6–3, 6–4, 1–6, 6–3 | Макс Декюжі         | [ 16 ]    |
| 1907                                            | Макс Декюжі        | Франція         | 3                 | невідомо                | Робер Валле         | [ 16 ]    |
| 1908                                            | Макс Декюжі        | Франція         | 4                 | 6–2, 6–1, 3–6, 10–8     | Моріс Жермо         | [ 16 ]    |
| 1909                                            | Макс Декюжі        | Франція         | 5                 | 3–6, 2–6, 6–4, 6–4, 6–4 | Моріс Жермо         | [ 16 ]    |
| 1910                                            | Моріс Жермо        | Франція         | 3                 | 6–1, 6–3, 4–6, 6–3      | Франсуа Бланші      | [ 16 ]    |
| 1911                                            | Андре Гобер        | Франція         | 1                 | 6–1, 8–6, 7–5           | Моріс Жермо         | [ 16 ]    |
| 1912                                            | Макс Декюжі        | Франція         | 6                 | невідомо                | Андре Гобер         | [ 16 ]    |
| 1913                                            | Макс Декюжі        | Франція         | 7                 | 6–1, 6–3, 6–4           | Жорж Голь           | [ 16 ]    |
| 1914                                            | Макс Декюжі        | Франція         | 8                 | 3–6, 6–1, 6–4, 6–4      | Жан-П'єр Самазей    | [ 16 ]    |
| Турнір не проводився через Першу світову війну. |                    |                 |                   |                         |                     |           |
| 1920                                            | Андре Гобер        | Франція         | 2                 | 6–3, 3–6, 1–6, 6–2, 6–3 | Макс Декюжі         | [ 16 ]    |
| 1921                                            | Жан-П'єр Самазей   | Франція         | 1                 | 6–3, 6–3, 2–6, 7–5      | Андре Гобер         | [ 16 ]    |
| 1922                                            | Анрі Коше          | Франція         | 1                 | 8–6, 6–3, 7–5           | Жан-П'єр Самазей    | [ 16 ]    |
| 1923                                            | Франсуа Бланші     | Франція         | 1                 | 1–6, 6–2, 6–0, 6–2      | Макс Декюжі         | [ 16 ]    |
| 1924                                            | Жан Боротра        | Франція         | 1                 | 7–5, 6–4, 0–6, 5–7, 6–2 | Рене Лакост         | [ 17 ]    |

- Макс Декюжі
- Моріс Жермо
- Андре Гобер

#### Міжнародний турнір (з 1925)
- Турнір став відкритим для учасників-аматорів різних національностей та перестав бути прив'язаним до членства в місцевих клубах[18];
- Через це він набув статусу одного з чотирьох найважливіших турнірів (у майбутньому вони отримають назву Великий шлем)[3];
- Назву змінено на «Les Championnats internationaux de France»[19];
- Гра до трьох переможних сетів, без тайбрейку[12];
- У 1928 році турнір перебрався на постійній основі на стадіон ім. Ролана Гарроса та отримав його ім'я[18];
- Результати турніру за часів окупації Франції («Tournoi de France») не враховуються в офіційній статистиці турніру[20].

| Рік проведення | Переможець турніру  | Країна          | Кількість титулів | Рахунок у фіналі        | Фіналіст            | Посилання |
| --- | ------------------- | --------------- | ----------------- | ----------------------- | ------------------- | --------- |
| 1925 | Рене Лакост         | Франція         | 1                 | 7–5, 6–1, 6–4           | Жан Боротра         | [ 17 ]    |
| 1926 | Анрі Коше           | Франція         | 2                 | 6–2, 6–4, 6–3           | Рене Лакост         | [ 17 ]    |
| 1927 | Рене Лакост         | Франція         | 2                 | 7–5, 6–1, 6–4           | Білл Тілден         | [ 17 ]    |
| 1928 | Анрі Коше           | Франція         | 3                 | 5–7, 6–3, 6–1, 6–3      | Рене Лакост         | [ 17 ]    |
| 1929 | Рене Лакост         | Франція         | 3                 | 6–3, 2–6, 6–0, 2–6, 8–6 | Жан Боротра         | [ 17 ]    |
| 1930 | Анрі Коше           | Франція         | 4                 | 3–6, 8–6, 6–3, 6–1      | Білл Тілден         | [ 17 ]    |
| 1931 | Жан Боротра         | Франція         | 2                 | 2–6, 6–4, 7–5, 6–4      | Крістіан Буссю      | [ 17 ]    |
| 1932 | Анрі Коше           | Франція         | 5                 | 6–0, 6–4, 4–6, 6–3      | Джорджіо де Стефані | [ 17 ]    |
| 1933 | Джек Кроуфорд       | Австралія       | 1                 | 8–6, 6–1, 6–3           | Анрі Коше           | [ 17 ]    |
| 1934 | Готфрід фон Крамм   | Німеччина       | 1                 | 6–4, 7–9, 3–6, 7–5, 6–3 | Джек Кроуфорд       | [ 17 ]    |
| 1935 | Фред Перрі          | Велика Британія | 1                 | 6–3, 3–6, 6–1, 6–3      | Готфрід фон Крамм   | [ 17 ]    |
| 1936 | Готфрід фон Крамм   | Німеччина       | 2                 | 6–0, 2–6, 6–2, 2–6, 6–0 | Фред Перрі          | [ 17 ]    |
| 1937 | Геннер Генкель      | Німеччина       | 1                 | 6–1, 6–4, 6–3           | Банні Остін         | [ 17 ]    |
| 1938 | Дон Бадж            | США             | 1                 | 6–3, 6–2, 6–4           | Родеріх Менцель     | [ 17 ]    |
| 1939 | Дон Макніл          | США             | 1                 | 7–5, 6–0, 6–3           | Боббі Ріггз         | [ 21 ]    |
| У 1940 році турнір не проводився через Другу світову війну. З 1941 по 1945 роки турнір відбувався, але його результати не визнаються Французькою федерацією тенісу. |                     |                 |                   |                         |                     |           |
| 1941 | Бернар Дестремо     | Франція         | 1                 | 6–4, 2–6, 6–3, 6–4      | Робер Рамільйон     | [ 20 ]    |
| 1942 | Бернар Дестремо     | Франція         | 2                 | 5–7, 6–4, 6–4, 6–1      | Крістіан Буссю      | [ 22 ]    |
| 1943 | Івон Петра          | Франція         | 1                 | 6–3, 6–3, 6–8, 2–6, 6–4 | Анрі Коше           | [ 23 ]    |
| 1944 | Івон Петра          | Франція         | 2                 | 6–1, 4–6, 4–6, 7–5, 6–2 | Марсель Бернар      | [ 24 ]    |
| 1945 | Івон Петра          | Франція         | 3                 | 7–5, 6–4, 6–2           | Бернар Дестремо     | [ 20 ]    |
| 1946 | Марсель Бернар      | Франція         | 1                 | 3–6, 2–6, 6–1, 6–4, 6–3 | Ярослав Дробний     | [ 21 ]    |
| 1947 | Йозеф Ашбот         | Угорщина        | 1                 | 8–6, 7–5, 6–4           | Ерік Старджесс      | [ 21 ]    |
| 1948 | Френк Паркер        | США             | 1                 | 6–4, 7–5, 5–7, 8–6      | Ярослав Дробний     | [ 21 ]    |
| 1949 | Френк Паркер        | США             | 2                 | 6–3, 1–6, 6–1, 6–4      | Бадж Петті          | [ 21 ]    |
| 1950 | Бадж Петті          | США             | 1                 | 6–1, 6–2, 3–6, 5–7, 7–5 | Ярослав Дробний     | [ 21 ]    |
| 1951 | Ярослав Дробний     | Єгипет          | 1                 | 6–3, 6–3, 6–3           | Ерік Старджесс      | [ 21 ]    |
| 1952 | Ярослав Дробний     | Єгипет          | 2                 | 6–2, 6–0, 3–6, 6–4      | Френк Седгмен       | [ 21 ]    |
| 1953 | Кен Роузволл        | Австралія       | 1                 | 6–3, 6–4, 1–6, 6–2      | Вік Сейшес          | [ 21 ]    |
| 1954 | Тоні Траберт        | США             | 1                 | 6–4, 7–5, 6–1           | Артур Ларсен        | [ 21 ]    |
| 1955 | Тоні Траберт        | США             | 2                 | 2–6, 6–1, 6–4, 6–2      | Свен Давідсон       | [ 21 ]    |
| 1956 | Л'ю Гоуд            | Австралія       | 1                 | 6–4, 8–6, 6–3           | Свен Давідсон       | [ 21 ]    |
| 1957 | Свен Давідсон       | Швеція          | 1                 | 6–3, 6–4, 6–4           | Герберт Флам        | [ 21 ]    |
| 1958 | Мервін Роуз         | Австралія       | 1                 | 6–3, 6–4, 6–4           | Луїс Айяла          | [ 21 ]    |
| 1959 | Нікола П'єтранджелі | Італія          | 1                 | 3–6, 6–3, 6–4, 6–1      | Ян Вермак           | [ 21 ]    |
| 1960 | Нікола П'єтранджелі | Італія          | 2                 | 3–6, 6–3, 6–4, 4–6, 6–3 | Луїс Айяла          | [ 25 ]    |
| 1961 | Мануель Сантана     | Іспанія         | 1                 | 4–6, 6–1, 3–6, 6–0, 6–2 | Нікола П'єтранджелі | [ 25 ]    |
| 1962 | Род Лейвер          | Австралія       | 1                 | 3–6, 2–6, 6–3, 9–7, 6–2 | Рой Емерсон         | [ 25 ]    |
| 1963 | Рой Емерсон         | Австралія       | 1                 | 3–6, 6–1, 6–4, 6–4      | П'єр Дармон         | [ 25 ]    |
| 1964 | Мануель Сантана     | Іспанія         | 2                 | 6–3, 6–1, 4–6, 7–5      | Нікола П'єтранджелі | [ 25 ]    |
| 1965 | Фред Столл          | Австралія       | 1                 | 3–6, 6–0, 6–2, 6–3      | Тоні Роше           | [ 25 ]    |
| 1966 | Тоні Роше           | Австралія       | 1                 | 6–1, 6–4, 7–5           | Іштван Гуйяш        | [ 25 ]    |
| 1967 | Рой Емерсон         | Австралія       | 2                 | 6–1, 6–4, 2–6, 6–2      | Тоні Роше           | [ 25 ]    |

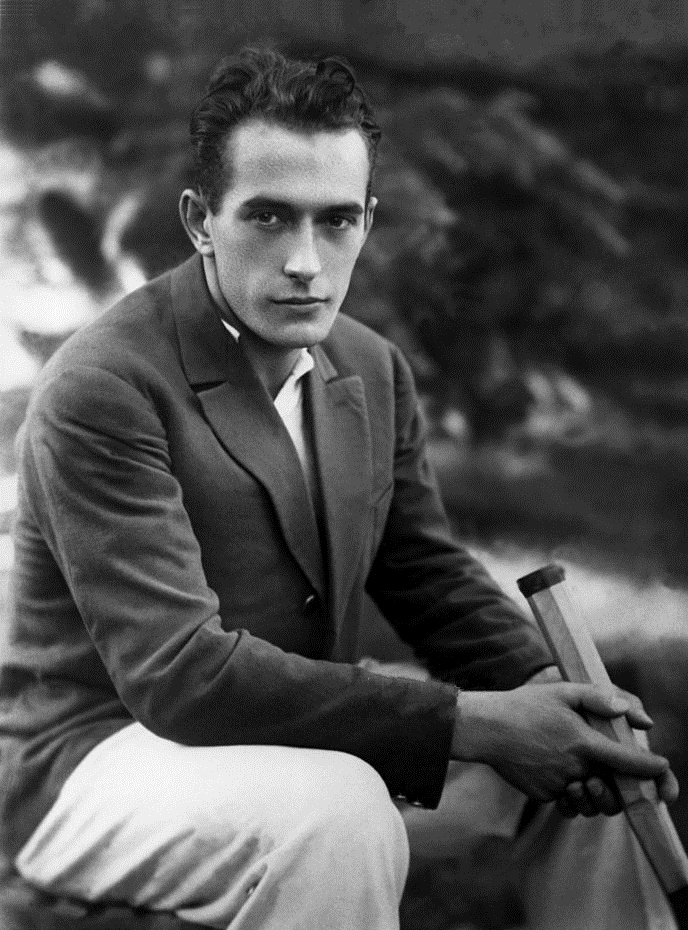
Анрі Коше
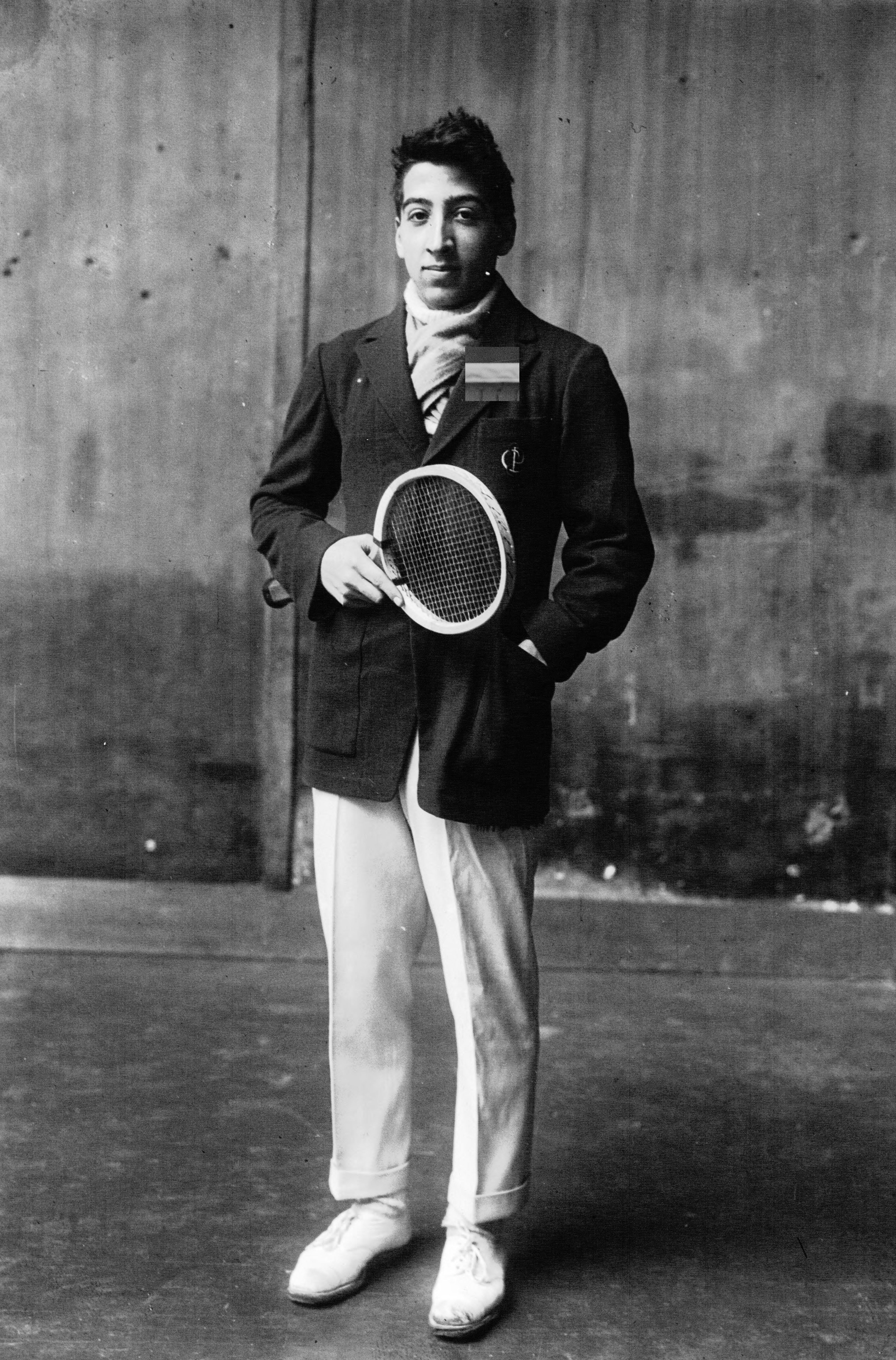
Рене Лакост
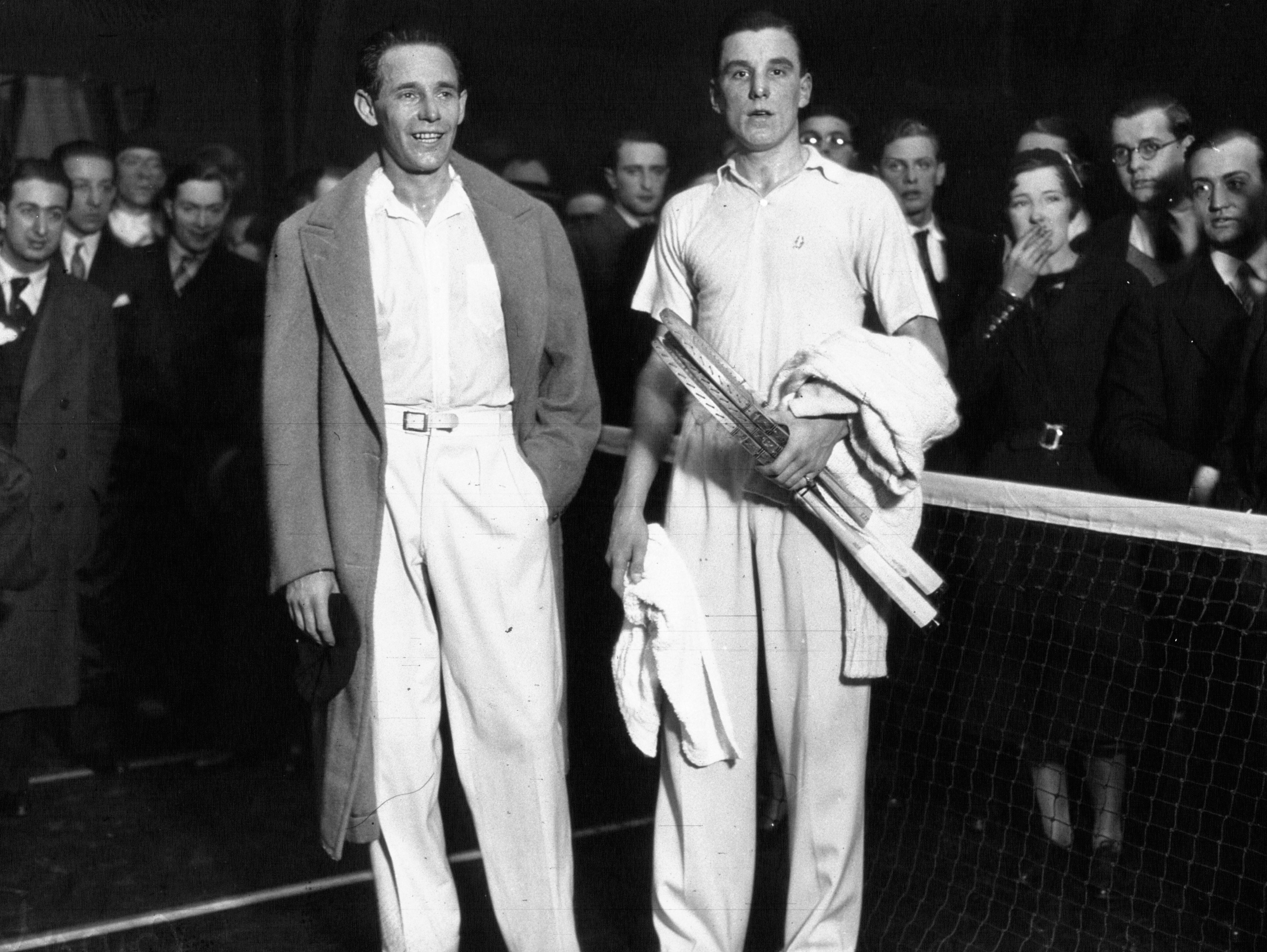
Жан Боротра (ліворуч) та Фред Перрі (праворуч)
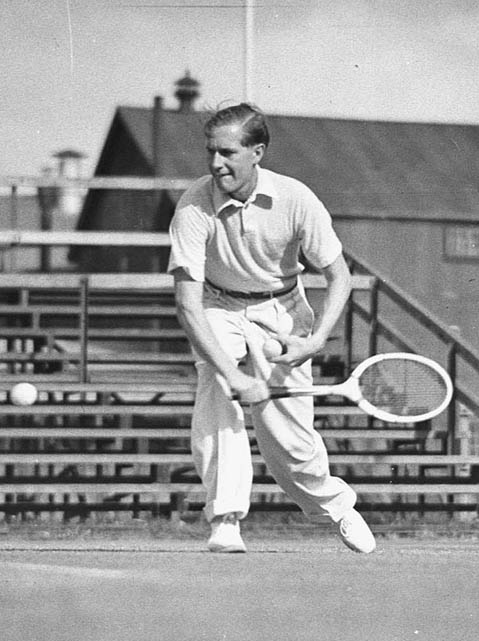
Готтфрід фон Крамм
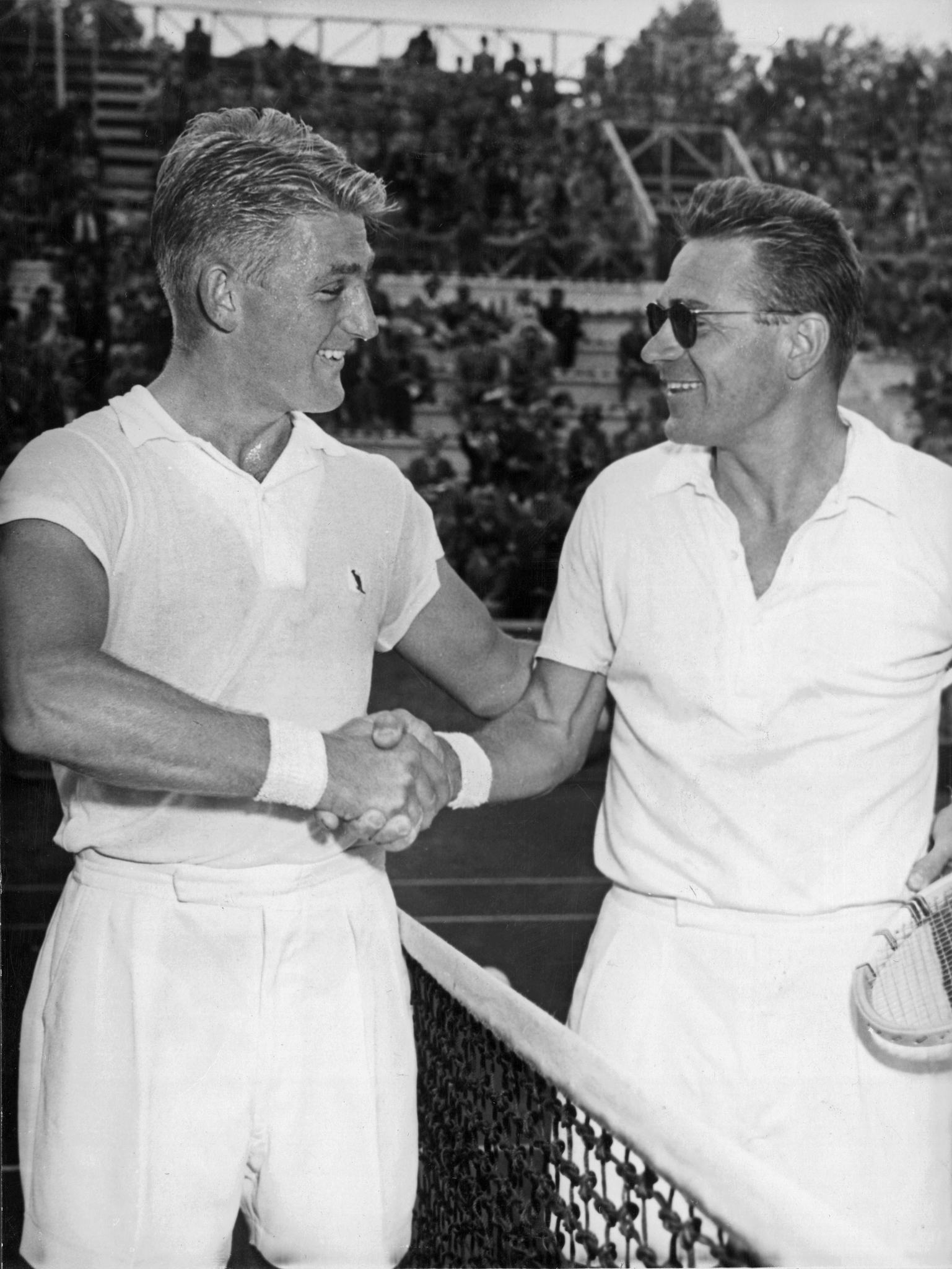
Л'ю Гоуд (ліворуч) та Ярослав Дробний (праворуч)
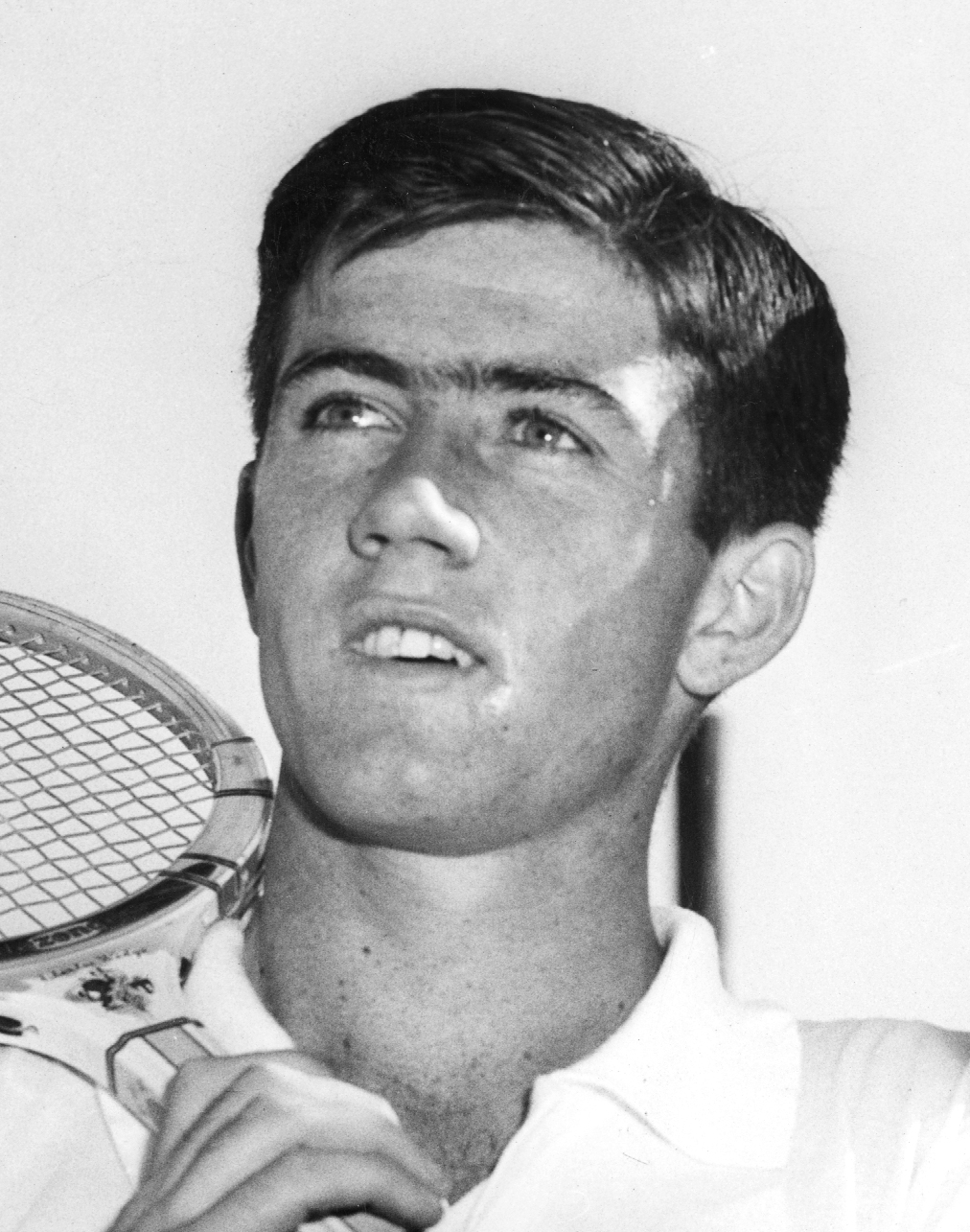
Кен Роузвелл
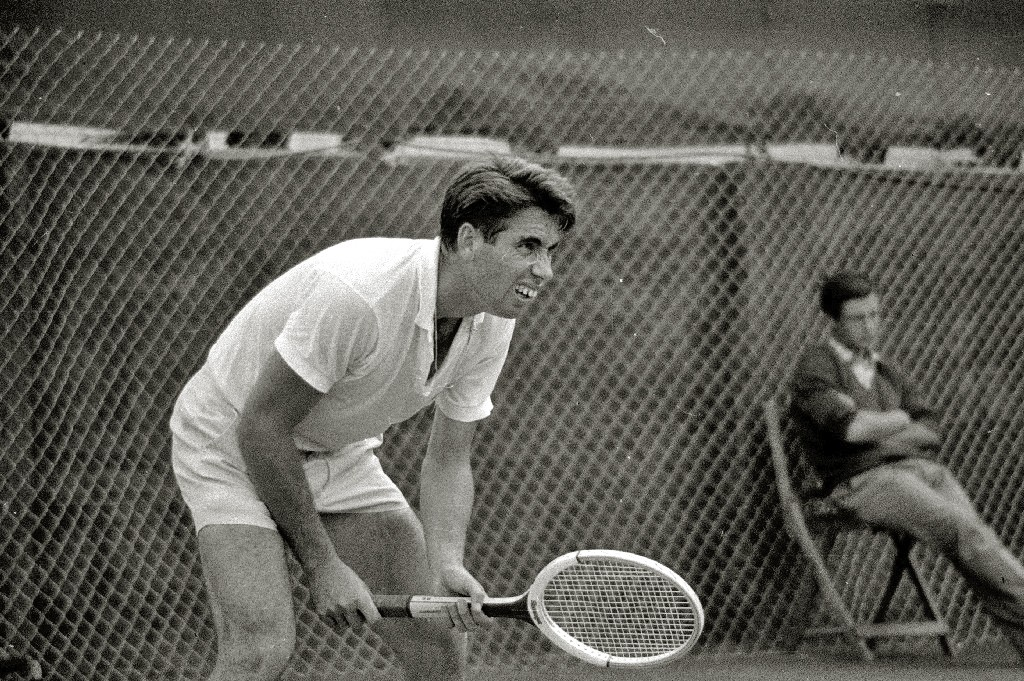
Мануель Сантана
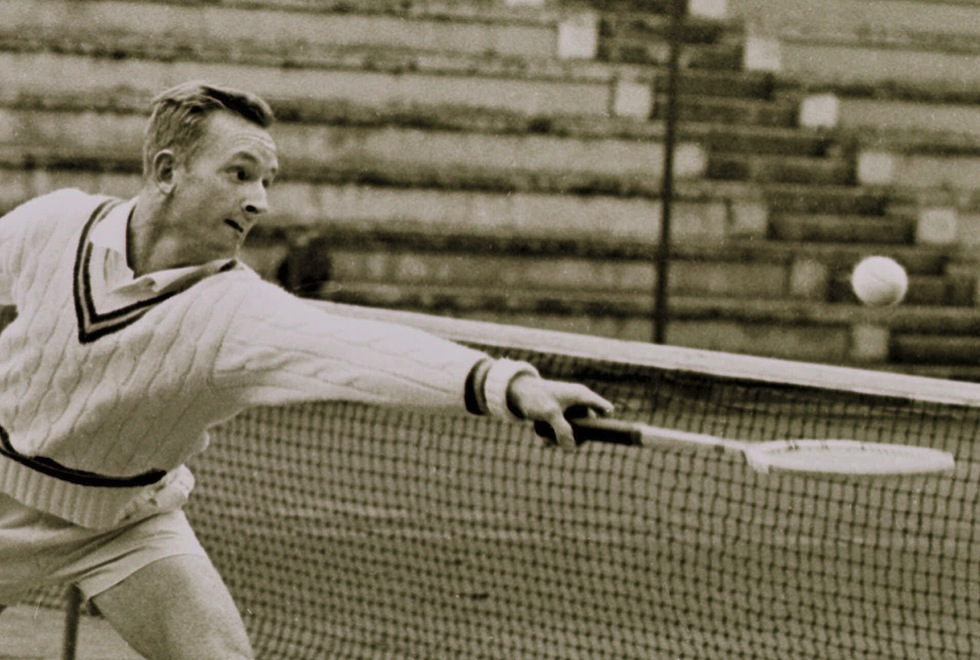
Род Лейвер
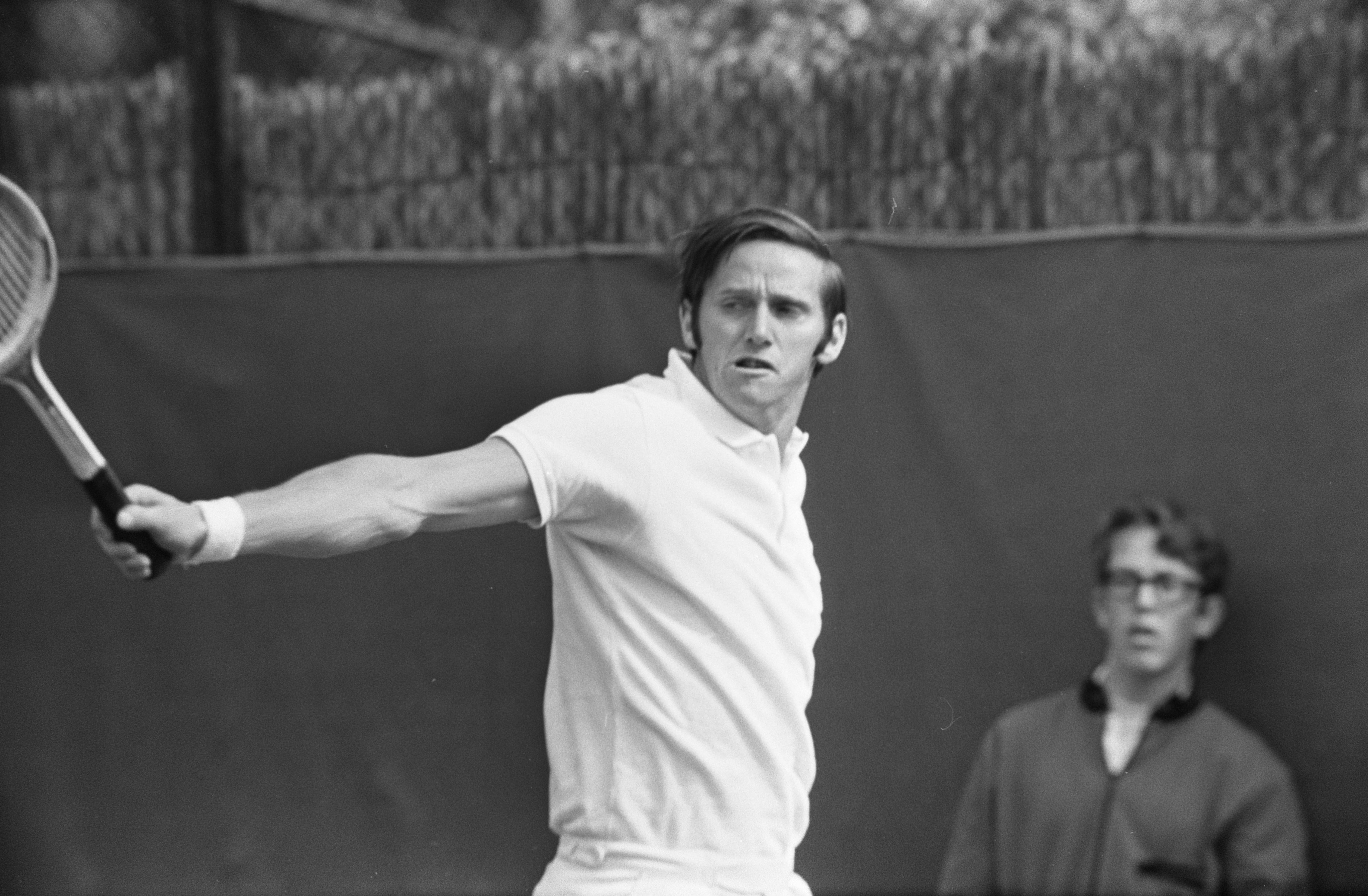
Рой Емерсон

### Відкрита ера (з 1968)
- До участі допускаються тенісисти-професіонали;
- Ролан Гаррос став першим турніром Великого шлема, який дозволив участь професіоналів[7];
- З 1973 року перемога у сеті, за винятком п'ятого, за рахунку 6:6 вирішується на тайбрейку[12];
- Наймолодшим переможцем турніру став Майкл Чанг (17 років 3 місяці у 1989 році)[7];
- Рафаель Надаль, починаючи з 2005 року здобув 12 перемог у фіналі;
- Він встановив рекорд за кількістю титулів одного і того ж турніру Великого шлема[26].

| Рік проведення | Переможець турніру  | Країна         | Кількість титулів | Рахунок у фіналі                        | Фіналіст            | Посилання |
| -------------- | ------------------- | -------------- | ----------------- | --------------------------------------- | ------------------- | --------- |
| 1968           | Кен Роузволл        | Австралія      | 2                 | 6–3, 6–1, 2–6, 6–2                      | Род Лейвер          | [ 25 ]    |
| 1969           | Род Лейвер          | Австралія      | 2                 | 6–4, 6–3, 6–4                           | Кен Роузволл        | [ 25 ]    |
| 1970           | Ян Кодеш            | Чехословаччина | 1                 | 6–2, 6–4, 6–0                           | Желько Франулович   | [ 25 ]    |
| 1971           | Ян Кодеш            | Чехословаччина | 2                 | 8–6, 6–2, 2–6, 7–5                      | Іліє Настасе        | [ 25 ]    |
| 1972           | Андрес Хімено       | Іспанія        | 1                 | 4–6, 6–3, 6–1, 6–1                      | Патрік Пруасі       | [ 25 ]    |
| 1973           | Іліє Настасе        | Румунія        | 1                 | 6–3, 6–3, 6–0                           | Нікола Пилич        | [ 25 ]    |
| 1974           | Б'єрн Борг          | Швеція         | 1                 | 2–6, 6–7(4–7), 6–0, 6–1, 6–1            | Мануель Орантес     | [ 25 ]    |
| 1975           | Б'єрн Борг          | Швеція         | 2                 | 6–2, 6–3, 6–4                           | Гільєрмо Вілас      | [ 27 ]    |
| 1976           | Адріано Панатта     | Італія         | 1                 | 6–1, 6–4, 4–6, 7–6(7–3)                 | Гарольд Соломон     | [ 27 ]    |
| 1977           | Гільєрмо Вілас      | Аргентина      | 1                 | 6–0, 6–3, 6–0                           | Браян Готтфрід      | [ 27 ]    |
| 1978           | Б'єрн Борг          | Швеція         | 3                 | 6–1, 6–1, 6–3                           | Гільєрмо Вілас      | [ 27 ]    |
| 1979           | Б'єрн Борг          | Швеція         | 4                 | 6–3, 6–1, 6–7(6–8), 6–4                 | Віктор Печчі        | [ 27 ]    |
| 1980           | Б'єрн Борг          | Швеція         | 5                 | 6–4, 6–1, 6–2                           | Вітас Ґерулайтіс    | [ 27 ]    |
| 1981           | Б'єрн Борг          | Швеція         | 6                 | 6–1, 4–6, 6–2, 3–6, 6–1                 | Іван Лендл          | [ 27 ]    |
| 1982           | Матс Віландер       | Швеція         | 1                 | 1–6, 7–6(8–6), 6–0, 6–4                 | Гільєрмо Вілас      | [ 27 ]    |
| 1983           | Яннік Ноа           | Франція        | 1                 | 6–2, 7–5, 7–6(7–3)                      | Матс Віландер       | [ 27 ]    |
| 1984           | Іван Лендл          | Чехословаччина | 1                 | 3–6, 2–6, 6–4, 7–5, 7–5                 | Джон Макінрой       | [ 27 ]    |
| 1985           | Матс Віландер       | Швеція         | 2                 | 3–6, 6–4, 6–2, 6–2                      | Іван Лендл          | [ 27 ]    |
| 1986           | Іван Лендл          | Чехословаччина | 2                 | 6–3, 6–2, 6–4                           | Мікаель Пернфорс    | [ 27 ]    |
| 1987           | Іван Лендл          | Чехословаччина | 3                 | 7–5, 6–2, 3–6, 7–6(7–3)                 | Матс Віландер       | [ 27 ]    |
| 1988           | Матс Віландер       | Швеція         | 3                 | 7–5, 6–2, 6–1                           | Анрі Леконт         | [ 27 ]    |
| 1989           | Майкл Чанг          | США            | 1                 | 6–1, 3–6, 4–6, 6–4, 6–2                 | Стефан Едберг       | [ 27 ]    |
| 1990           | Андрес Гомес        | Еквадор        | 1                 | 6–3, 2–6, 6–4, 6–4                      | Андре Агассі        | [ 28 ]    |
| 1991           | Джим Кур'є          | США            | 1                 | 3–6, 6–4, 2–6, 6–1, 6–4                 | Андре Агассі        | [ 28 ]    |
| 1992           | Джим Кур'є          | США            | 2                 | 7–5, 6–2, 6–1                           | Петр Корда          | [ 28 ]    |
| 1993           | Серхі Бругера       | Іспанія        | 1                 | 6–4, 2–6, 6–2, 3–6, 6–3                 | Джим Кур'є          | [ 28 ]    |
| 1994           | Серхі Бругера       | Іспанія        | 2                 | 6–3, 7–5, 2–6, 6–1                      | Альберто Берасатегі | [ 28 ]    |
| 1995           | Томас Мустер        | Австрія        | 1                 | 7–5, 6–2, 6–4                           | Майкл Чанг          | [ 28 ]    |
| 1996           | Євген Кафельников   | Росія          | 1                 | 7–6(7–4), 7–5, 7–6(7–4)                 | Міхаель Штіх        | [ 28 ]    |
| 1997           | Густаво Куертен     | Бразилія       | 1                 | 6–3, 6–4, 6–2                           | Серхі Бругера       | [ 28 ]    |
| 1998           | Карлос Моя          | Іспанія        | 1                 | 6–3, 7–5, 6–3                           | Алекс Корретха      | [ 28 ]    |
| 1999           | Андре Агассі        | США            | 1                 | 1–6, 2–6, 6–4, 6–3, 6–4                 | Андрій Медведєв     | [ 28 ]    |
| 2000           | Густаво Куертен     | Бразилія       | 2                 | 6–2, 6–3, 2–6, 7–6(8–6)                 | Магнус Норман       | [ 28 ]    |
| 2001           | Густаво Куертен     | Бразилія       | 3                 | 6–7(3–7), 7–5, 6–2, 6–0                 | Алекс Корретха      | [ 28 ]    |
| 2002           | Альберт Коста       | Іспанія        | 1                 | 6–1, 6–0, 4–6, 6–3                      | Хуан Карлос Ферреро | [ 28 ]    |
| 2003           | Хуан Карлос Ферреро | Іспанія        | 1                 | 6–1, 6–3, 6–2                           | Мартін Веркерк      | [ 28 ]    |
| 2004           | Гастон Гаудіо       | Аргентина      | 1                 | 0–6, 3–6, 6–4, 6–1, 8–6                 | Гільєрмо Кор'я      | [ 28 ]    |
| 2005           | Рафаель Надаль      | Іспанія        | 1                 | 6–7(6–8), 6–3, 6–1, 7–5                 | Маріано Пуерта      | [ 29 ]    |
| 2006           | Рафаель Надаль      | Іспанія        | 2                 | 1–6, 6–1, 6–4, 7–6(7–4)                 | Роджер Федерер      | [ 29 ]    |
| 2007           | Рафаель Надаль      | Іспанія        | 3                 | 6–3, 4–6, 6–3, 6–4                      | Роджер Федерер      | [ 29 ]    |
| 2008           | Рафаель Надаль      | Іспанія        | 4                 | 6–1, 6–3, 6–0                           | Роджер Федерер      | [ 29 ]    |
| 2009           | Роджер Федерер      | Швейцарія      | 1                 | 6–1, 7–6(7–1), 6–4                      | Робін Зедерлінг     | [ 29 ]    |
| 2010           | Рафаель Надаль      | Іспанія        | 5                 | 6–4, 6–2, 6–4                           | Робін Зедерлінг     | [ 29 ]    |
| 2011           | Рафаель Надаль      | Іспанія        | 6                 | 7–5, 7–6(7–3), 5–7, 6–1                 | Роджер Федерер      | [ 29 ]    |
| 2012           | Рафаель Надаль      | Іспанія        | 7                 | 6–4, 6–3, 2–6, 7–5                      | Новак Джокович      | [ 29 ]    |
| 2013           | Рафаель Надаль      | Іспанія        | 8                 | 6–3, 6–2, 6–3                           | Давид Феррер        | [ 29 ]    |
| 2014           | Рафаель Надаль      | Іспанія        | 9                 | 3–6, 7–5, 6–2, 6–4                      | Новак Джокович      | [ 29 ]    |
| 2015           | Стен Ваврінка       | Швейцарія      | 1                 | 4–6, 6–4, 6–3, 6–4                      | Новак Джокович      | [ 29 ]    |
| 2016           | Новак Джокович      | Сербія         | 1                 | 3–6, 6–1, 6–2, 6–4                      | Енді Маррей         | [ 29 ]    |
| 2017           | Рафаель Надаль      | Іспанія        | 10                | 6–2, 6–3, 6–1                           | Стен Ваврінка       | [ 29 ]    |
| 2018           | Рафаель Надаль      | Іспанія        | 11                | 6–4, 6–3, 6–2                           | Домінік Тім         | [ 29 ]    |
| 2019           | Рафаель Надаль      | Іспанія        | 12                | 6–3, 5–7, 6–1, 6–1                      | Домінік Тім         | [ 29 ]    |
| 2020           | Рафаель Надаль      | Іспанія        | 13                | 6—0, 6—2, 7—5                           | Новак Джокович      | [ 29 ]    |
| 2021           | Новак Джокович      | Сербія         | 2                 | 6–7(6–8), 2–6, 6–3, 6–2, 6–4            | Стефанос Ціціпас    | [ 29 ]    |
| 2022           | Рафаель Надаль      | Іспанія        | 14                | 6–3, 6–3, 6–0                           | Каспер Рууд         | [ 29 ]    |
| 2023           | Новак Джокович      | Сербія         | 3                 | 7-6(7-1), 6-3, 7-5                      | Каспер Рууд         | [ 29 ]    |
| 2024           | Карлос Алькарас     | Іспанія        | 1                 | 6–3, 2–6, 5–7, 6–1, 6–2                 | Александр Зверєв    | [ 29 ]    |
| 2025           | Карлос Алькарас     | Іспанія        | 2                 | 4–6, 6–7(4–7), 6–4, 7–6(7–3), 7–6(10–2) | Яннік Сіннер        | [ 29 ]    |

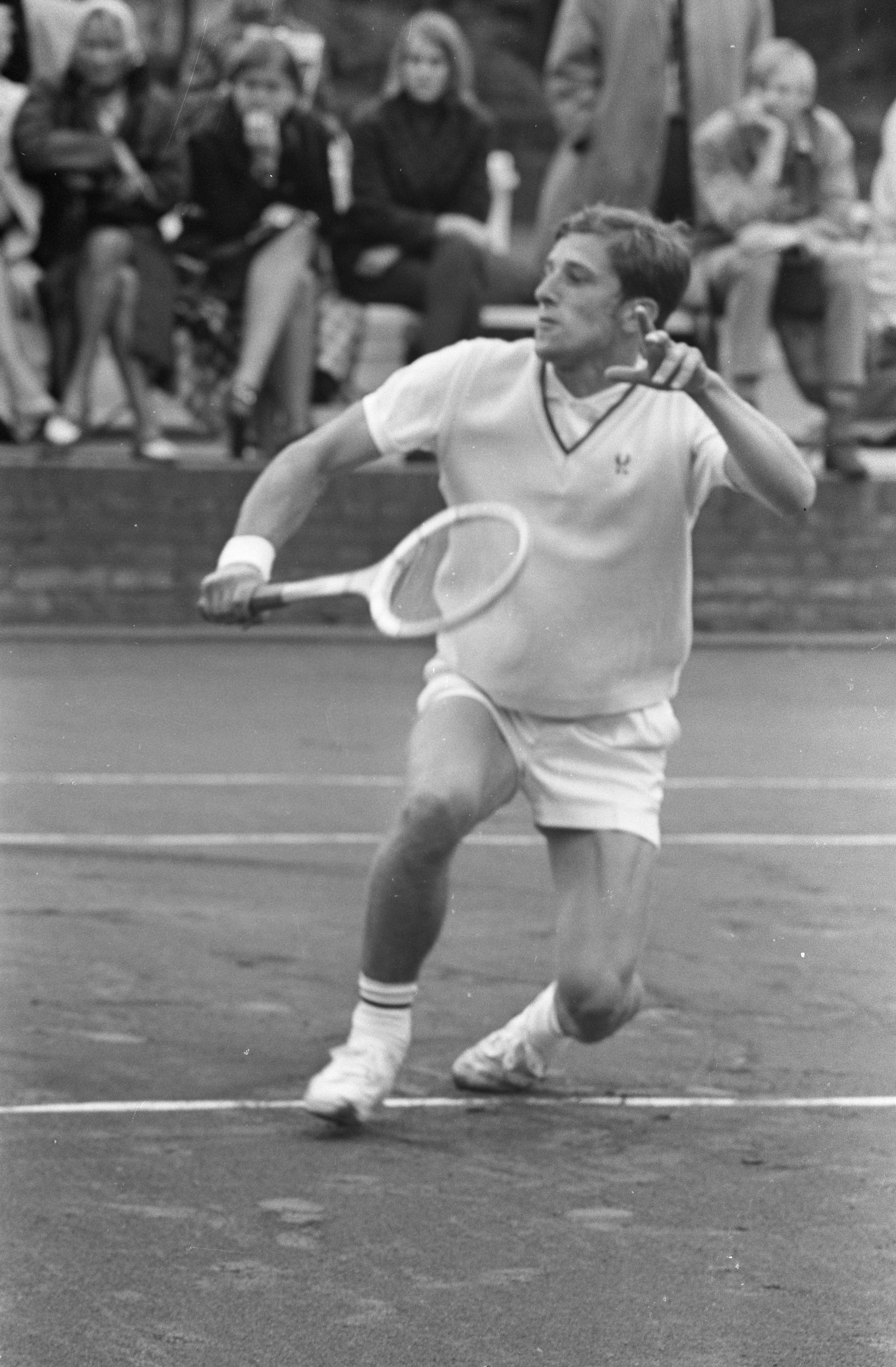
Ян Кодеш
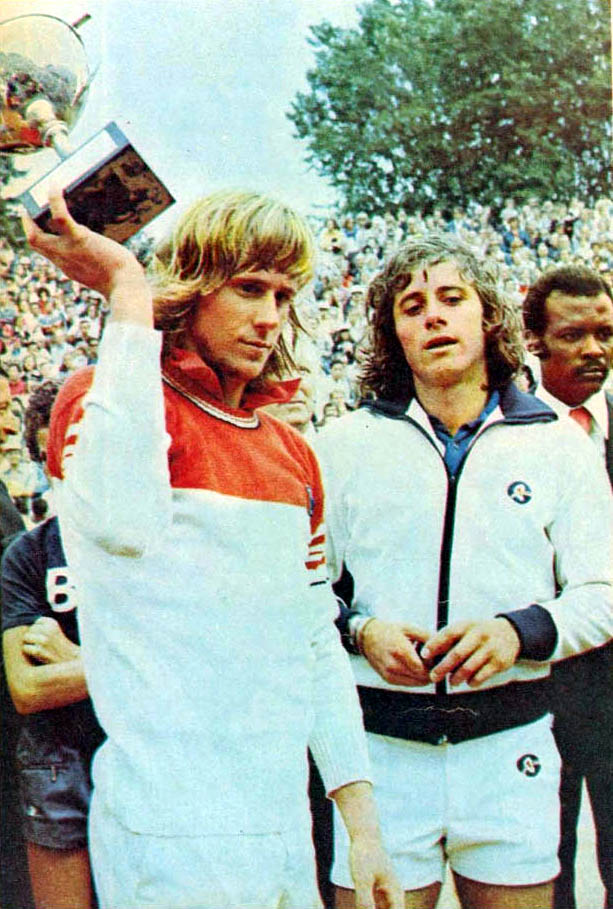
Б'єрн Борг (ліворуч) та Гільєрмо Вілас (праворуч)
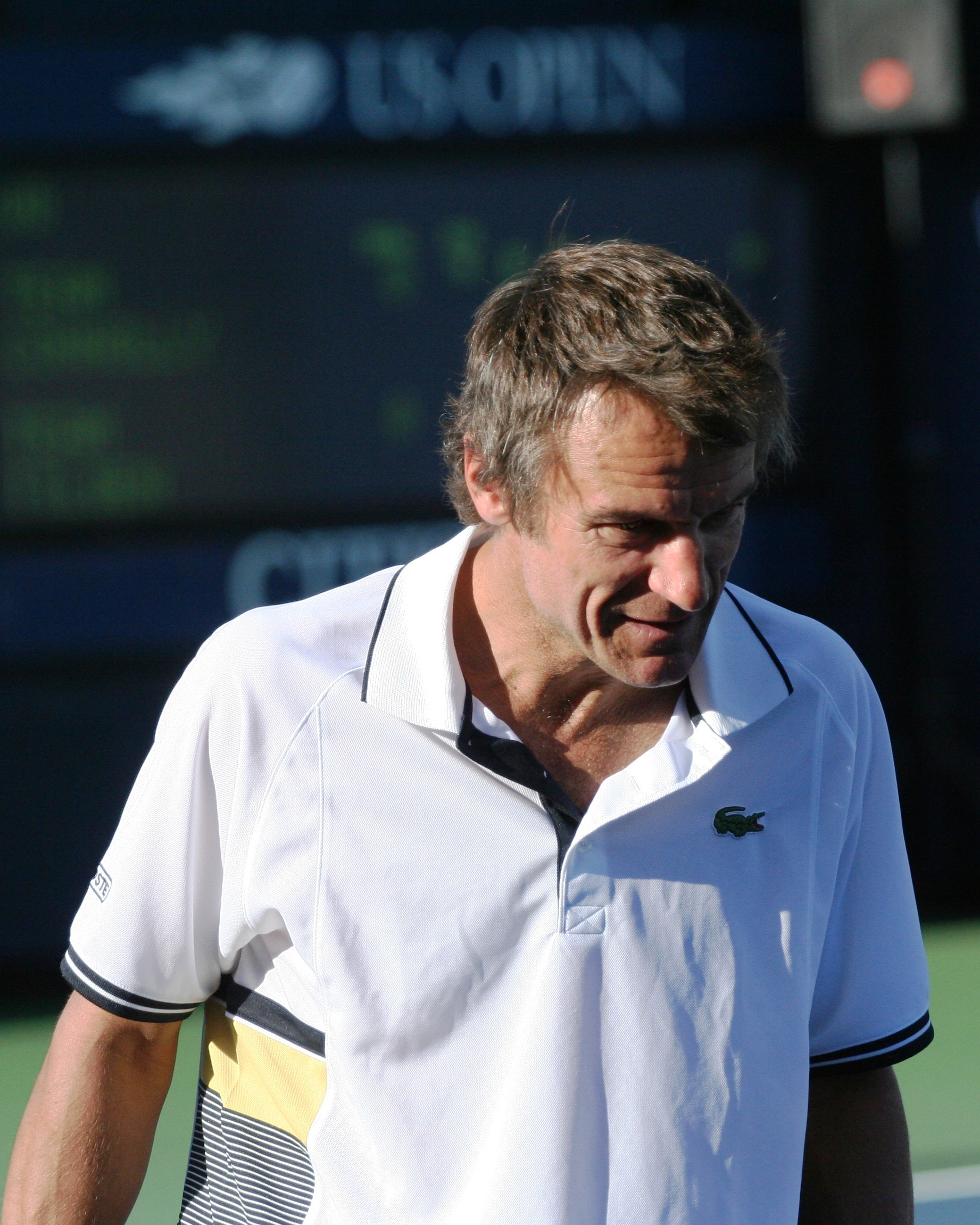
Матс Віландер
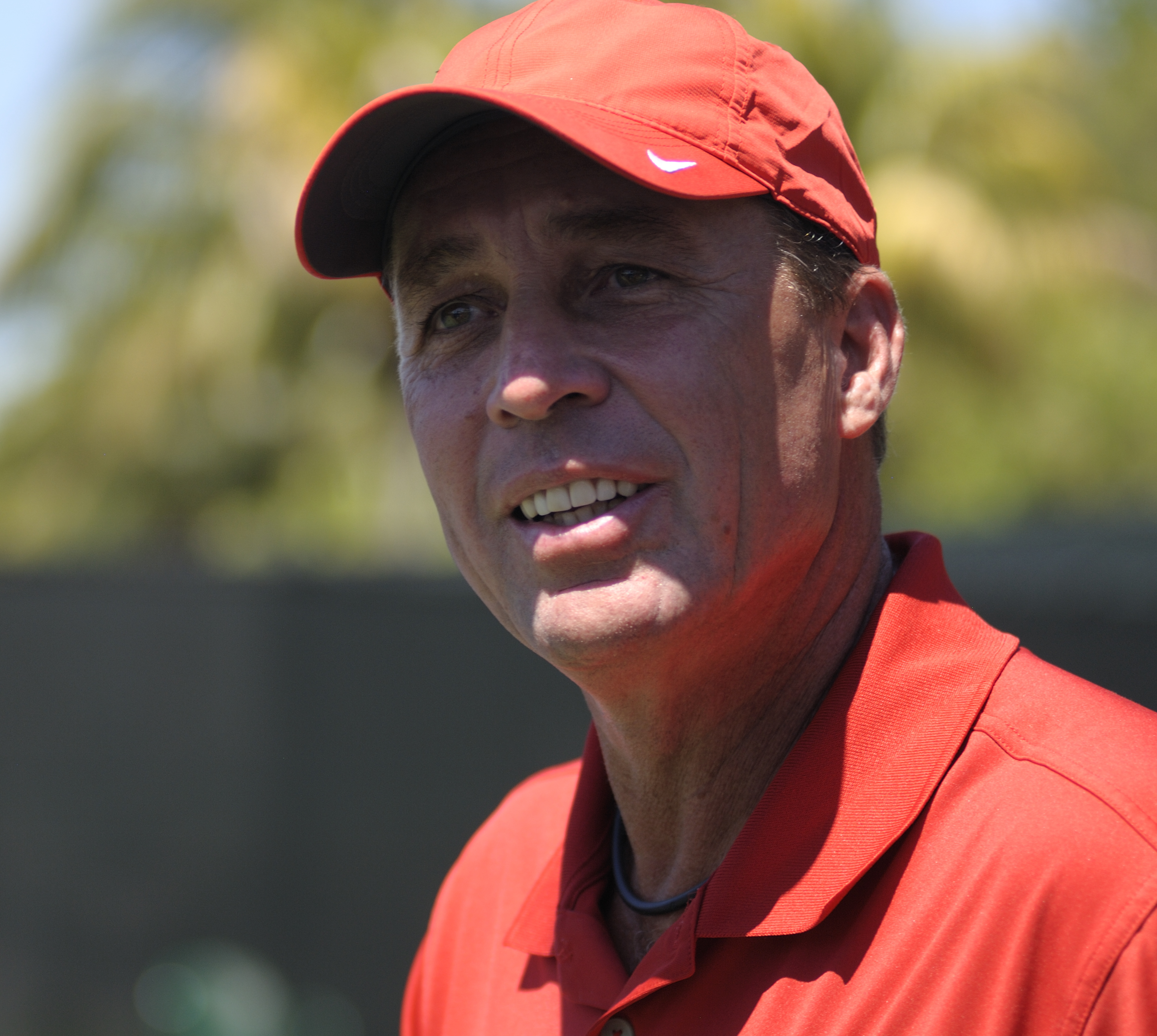
Іван Лендл
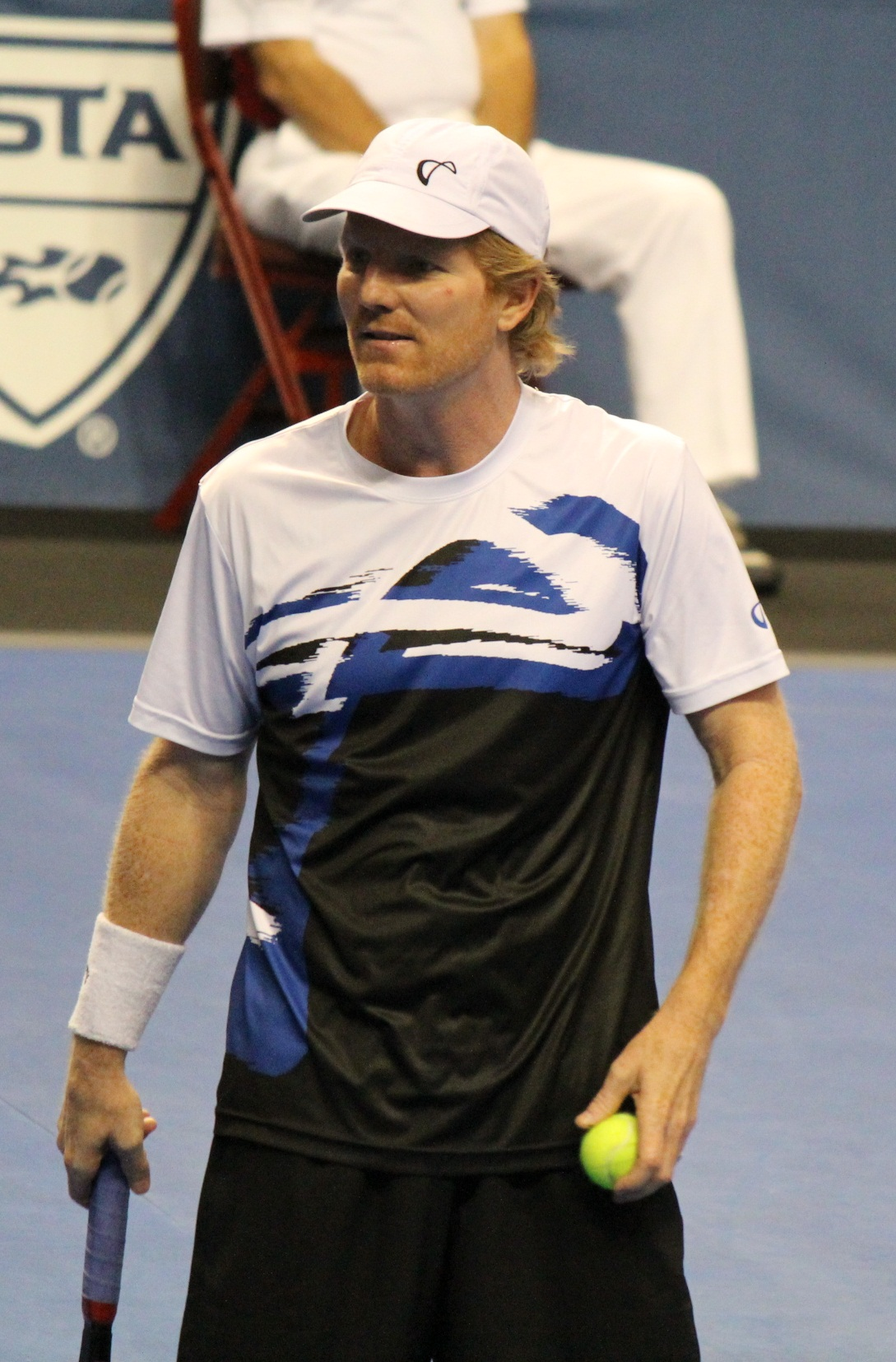
Джим Кур'є
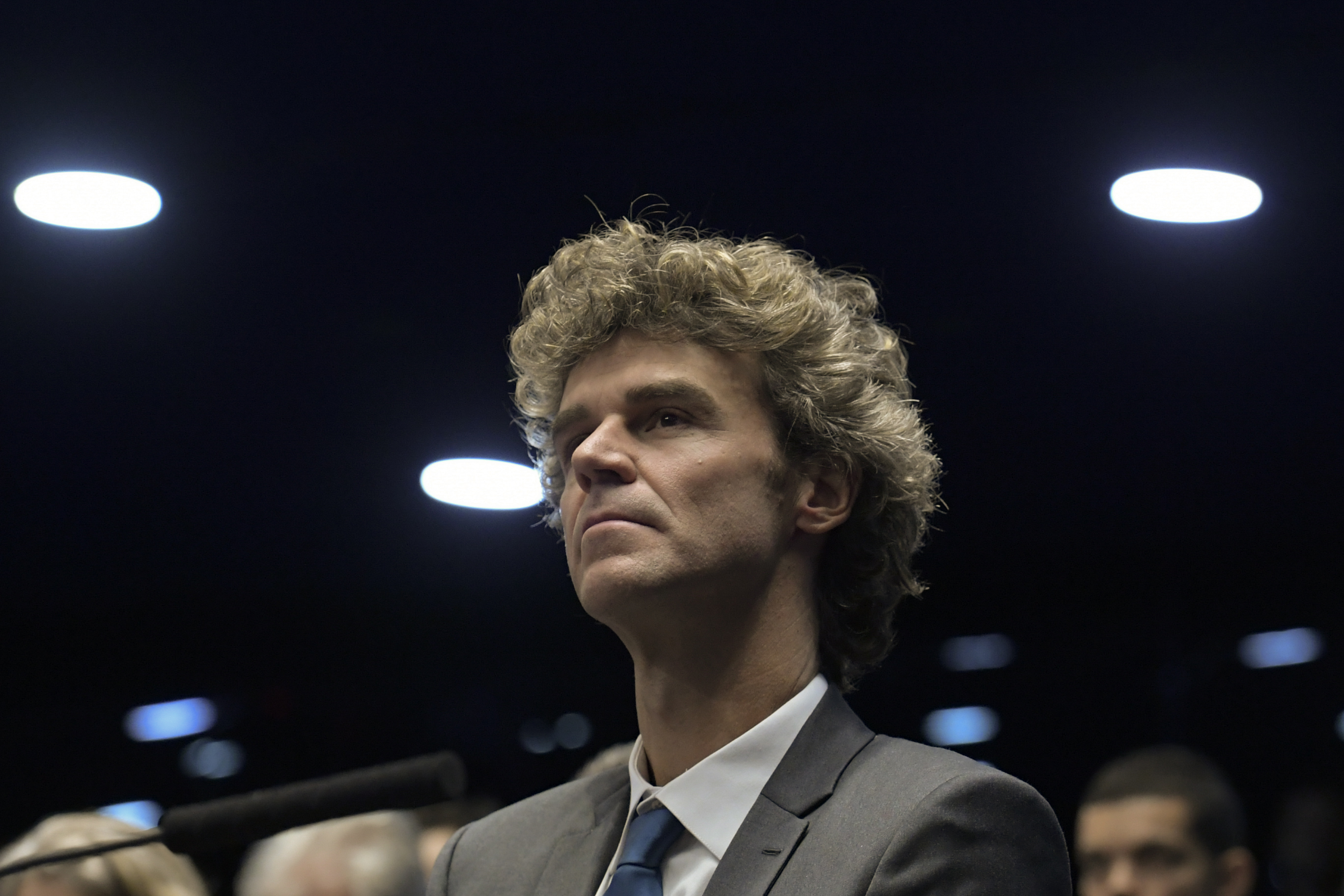
Густаво Куертен
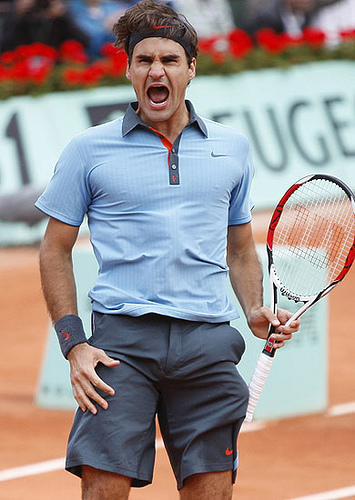
Роджер Федерер
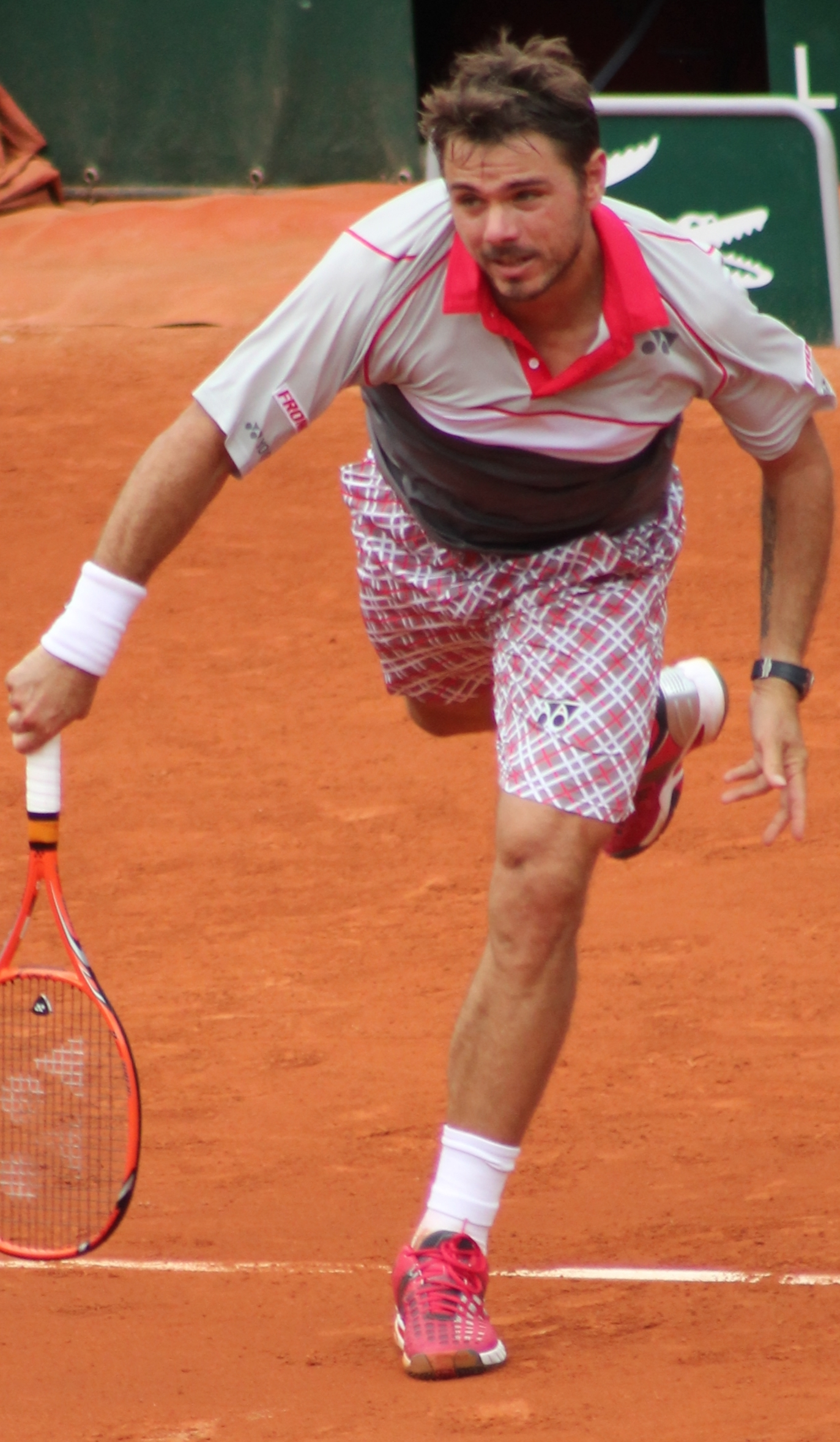
Стен Ваврінка
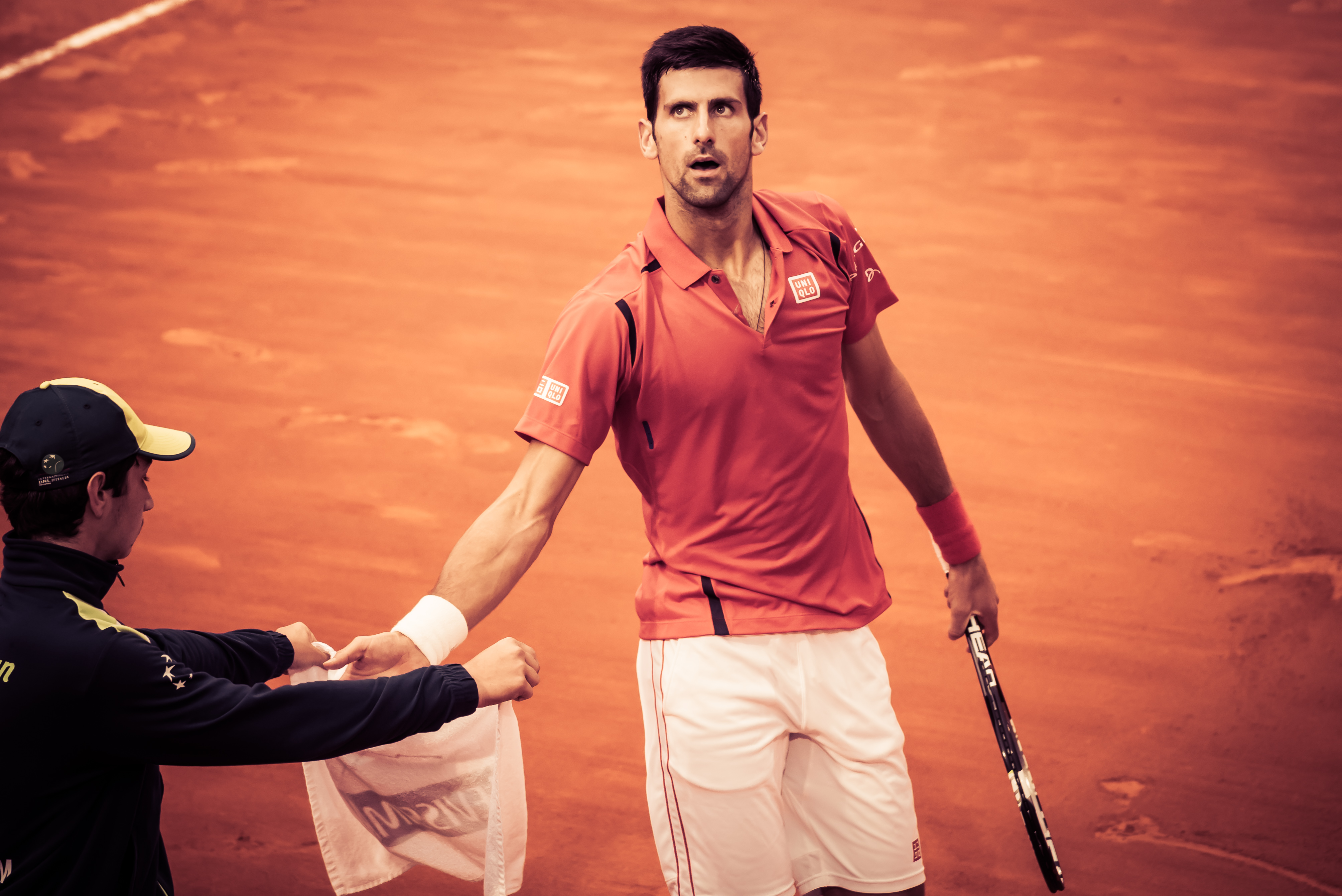
Новак Джокович
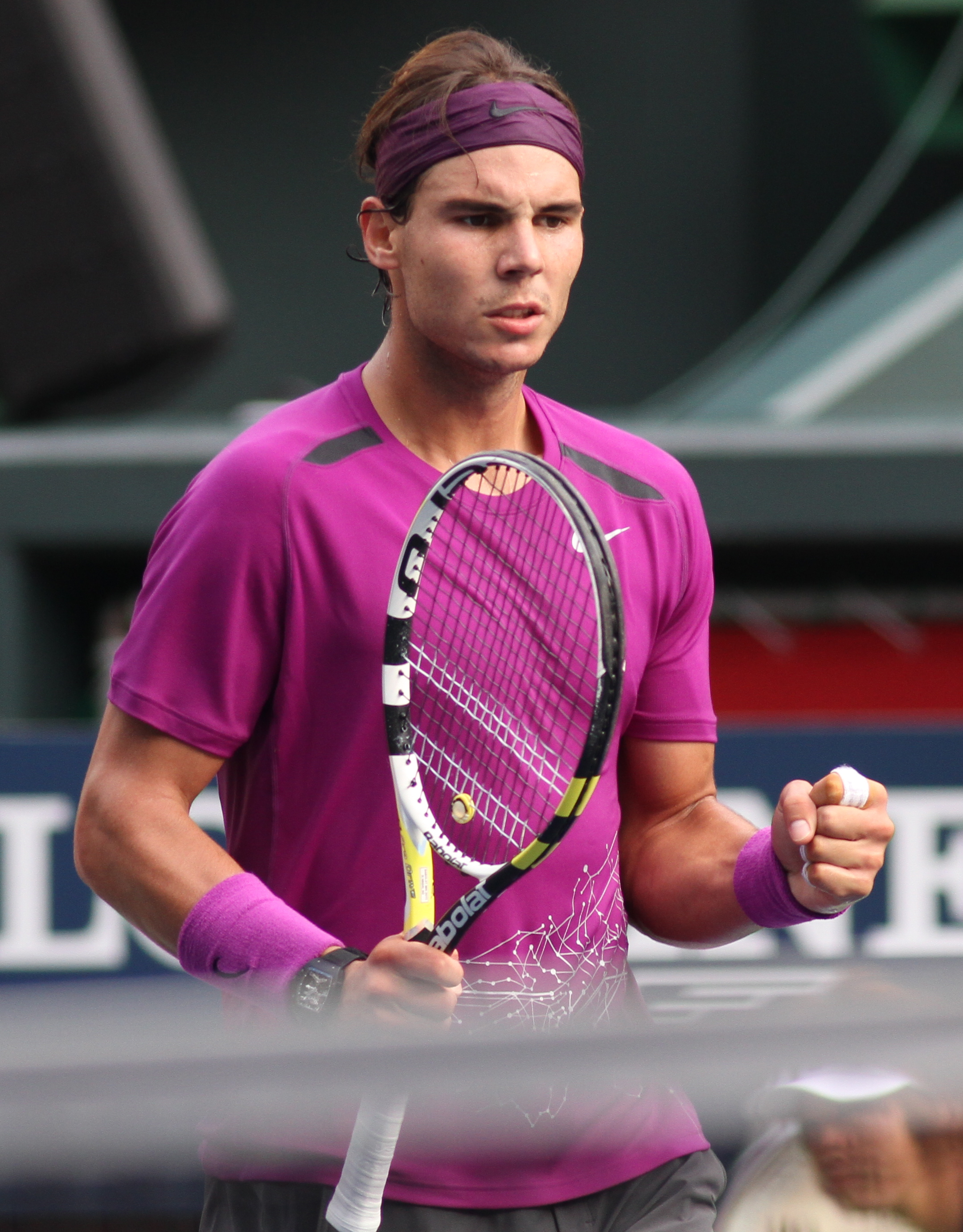
13-разовий переможець турніру Рафаель Надаль
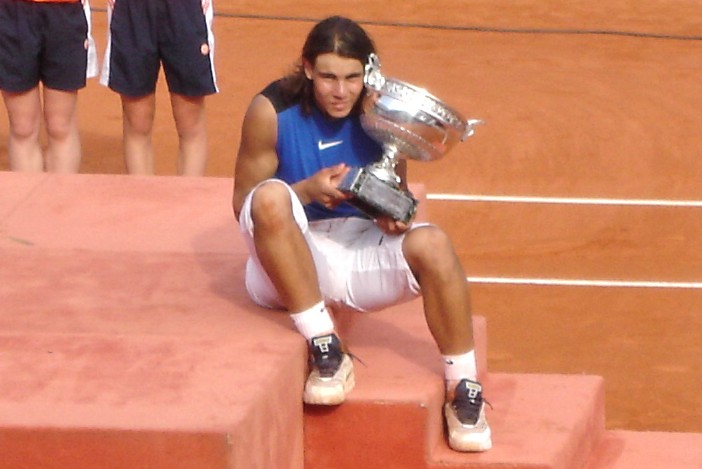
Надаль з Кубком мушкетерів

## Статистика

### Багаторазові переможці
- Івон Петра та Бернар Дестремо в переліку не наведені;
- Рафаель Надаль окрім найбільшої кількості перемог (12) здобув найдовшу безперервну серію виграшів турніру (5)[30].

| Гравець              | Аматорська ера (внутрішній чемпіонат) | Аматорська ера (відкритий чемпіонат) | Відкрита ера | Загальна кількість титулів | Роки перемог                          |
| -------------------- | ------------------------------------- | ------------------------------------ | ------------ | -------------------------- | ------------------------------------- |
| Рафаель Надаль       | 0                                     | 0                                    | 14           | 14                         | 2005—2008, 2010—2014, 2017—2020, 2022 |
| Макс Декюжі          | 8                                     | 0                                    | 0            | 8                          | 1903, 1904, 1907—1909, 1912—1914      |
| Б'єрн Борг           | 0                                     | 0                                    | 6            | 6                          | 1974, 1975, 1978—1981                 |
| Анрі Коше            | 1                                     | 4                                    | 0            | 5                          | 1922, 1926, 1928, 1930, 1932          |
| Андре Вашеро         | 4                                     | 0                                    | 0            | 4                          | 1894—1896, 1901                       |
| Поль Еме             | 4                                     | 0                                    | 0            | 4                          | 1897—1900                             |
| Моріс Жермо          | 3                                     | 0                                    | 0            | 3                          | 1905, 1906, 1910                      |
| Рене Лакост          | 0                                     | 3                                    | 0            | 3                          | 1925, 1927, 1929                      |
| Матс Віландер        | 0                                     | 0                                    | 3            | 3                          | 1982, 1985, 1988                      |
| Іван Лендл           | 0                                     | 0                                    | 3            | 3                          | 1984, 1986, 1987                      |
| Густаво Куертен      | 0                                     | 0                                    | 3            | 3                          | 1997, 2000, 2001                      |
| Новак Джокович       | 0                                     | 0                                    | 3            | 3                          | 2016, 2021, 2023                      |
| Андре Гобер          | 2                                     | 0                                    | 0            | 2                          | 1911, 1920                            |
| Жан Боротра          | 1                                     | 1                                    | 0            | 2                          | 1924, 1931                            |
| / Готтфрід фон Крамм | 0                                     | 2                                    | 0            | 2                          | 1934, 1936                            |
| Френк Паркер         | 0                                     | 2                                    | 0            | 2                          | 1948, 1949                            |
| Ярослав Дробний      | 0                                     | 2                                    | 0            | 2                          | 1951, 1952                            |
| Кен Роузвелл         | 0                                     | 1                                    | 1            | 2                          | 1953, 1968                            |
| Тоні Траберт         | 0                                     | 2                                    | 0            | 2                          | 1954, 1955                            |
| Нікола П'єтранджелі  | 0                                     | 2                                    | 0            | 2                          | 1959, 1960                            |
| Мануель Сантана      | 0                                     | 2                                    | 0            | 2                          | 1961, 1964                            |
| Род Лейвер           | 0                                     | 1                                    | 1            | 2                          | 1962, 1969                            |
| Рой Емерсон          | 0                                     | 2                                    | 0            | 2                          | 1963, 1967                            |
| Ян Кодеш             | 0                                     | 0                                    | 2            | 2                          | 1970, 1971                            |
| Джим Кур'є           | 0                                     | 0                                    | 2            | 2                          | 1991, 1992                            |
| Серхі Бругера        | 0                                     | 0                                    | 2            | 2                          | 1993, 1994                            |
| Карлос Алькарас      | 0                                     | 0                                    | 2            | 2                          | 2024, 2025                            |

### Рейтинг держав
- Ярослав Дробний здобув перемогу на турнірі, будучи підданим Єгипетського королівства;
- Він залишається єдиним єгиптянином, що перемагав на турнірі Великого шлема[31];
- Ян Кодеш та Іван Лендл перемагали на турнірі, представляючи Чехословаччину, яка припинила існування 1 січня 1993 року.

| Країна          | Аматорська ера (внутрішній чемпіонат) | Аматорська ера (відкритий чемпіонат) | Відкрита ера | Загальна кількість титулів | Роки перемог                                                                                      |
| --------------- | ------------------------------------- | ------------------------------------ | ------------ | -------------------------- | ------------------------------------------------------------------------------------------------- |
| Франція         | 28                                    | 9                                    | 1            | 38                         | 1892—1932, 1946, 1983                                                                             |
| Іспанія         | 0                                     | 2                                    | 22           | 24                         | 1961, 1964, 1972, 1993, 1994, 1998, 2002, 2003, 2005—2008, 2010—2014, 2017—2020, 2022, 2024, 2025 |
| Австралія       | 0                                     | 9                                    | 2            | 11                         | 1933, 1953, 1956, 1958, 1962, 1963, 1965—1969                                                     |
| США             | 0                                     | 7                                    | 4            | 11                         | 1938, 1939, 1948—1950, 1954, 1955, 1989, 1991, 1992, 1999                                         |
| Швеція          | 0                                     | 1                                    | 9            | 10                         | 1957, 1974, 1975, 1978—1982, 1985, 1988                                                           |
| Чехословаччина  | 0                                     | 0                                    | 5            | 5                          | 1970, 1971, 1984, 1986, 1987                                                                      |
| Німеччина       | 0                                     | 3                                    | 0            | 3                          | 1934, 1936, 1937                                                                                  |
| Італія          | 0                                     | 2                                    | 1            | 3                          | 1959, 1960, 1976                                                                                  |
| Бразилія        | 0                                     | 0                                    | 3            | 3                          | 1997, 2000, 2001                                                                                  |
| Сербія          | 0                                     | 0                                    | 3            | 3                          | 2016, 2021, 2023                                                                                  |
| Велика Британія | 1                                     | 1                                    | 0            | 2                          | 1891, 1935                                                                                        |
| Єгипет          | 0                                     | 2                                    | 0            | 2                          | 1951, 1952                                                                                        |
| Аргентина       | 0                                     | 0                                    | 2            | 2                          | 1977, 2004                                                                                        |
| Швейцарія       | 0                                     | 0                                    | 2            | 2                          | 2009, 2015                                                                                        |
| Угорщина        | 0                                     | 1                                    | 0            | 1                          | 1947                                                                                              |
| Румунія         | 0                                     | 0                                    | 1            | 1                          | 1973                                                                                              |
| Еквадор         | 0                                     | 0                                    | 1            | 1                          | 1990                                                                                              |
| Австрія         | 0                                     | 0                                    | 1            | 1                          | 1995                                                                                              |
| Росія           | 0                                     | 0                                    | 1            | 1                          | 1996                                                                                              |

## Джерело
- Список переможців на офіційному сайті. Roland-Garros. 29 липня 2020. Архів оригіналу за 29 липня 2020.